# Miller Point
Der Miller Point ist ein 250 m hohes, schwarzes Felsenkap an der Wilkins-Küste des Palmerlands auf der Antarktischen Halbinsel. Es liegt an der Nordseite der Einfahrt zum Casey Inlet.
Entdeckt wurde es durch den australischen Polarforscher Hubert Wilkins bei einem Überflug am 20. Dezember 1928. Wilkins benannte es nach George E. Miller (1864–1934), Herausgeber und früherer Chefredakteur der Zeitung Detroit News. Weiterführende Erkundungen unternahmen der US-amerikanische Polarforscher Lincoln Ellsworth bei einem Überflug im Jahr 1935 sowie 1940 Wissenschaftler der United States Antarctic Service Expedition (1939–1941) durch Überflüge und Schlittenexkursionen.